# Fermín de Lasala y Collado
Fermín de Lasala y Collado, Duc de Mandas (Sant Sebastià, 17 de juliol de 1832 - Madrid, 17 de desembre de 1917) fou un aristòcrata, diplomàtic i polític espanyol.

## Biografia
Pertanyia a una família acabalada. Es va llicenciar en Dret i de seguida va entrar en la política, primer en el Partit Progressista i després en Unió Liberal. Va ser escollit diputat per Guipúscoa a les corts de 1857, 1858, 1863, 1864 i 1865. Fou diputat per Burgos a les eleccions generals espanyoles de 1869 i per Guipúscoa a les eleccions generals espanyoles de 1871, abril de 1872, agost de 1872 i eleccions generals espanyoles de 1876. Quan es proclamà la Primera República Espanyola es va apropar als alfonsins i va fer amistat amb Cánovas del Castillo. El 1871 fou senador i el 1877 va ser nomenat senador vitalici. Entre desembre de 1879 i octubre de 1881 va ser ministre de Foment i ministre de governació interí (octubre-novembre de 1880). després ambaixador d'Espanya a París (1890-1895) i a Londres (1900-1905).
Quan va exercir la cartera de Foment en un ministeri presidit per Cánovas del Castillo, la seva conducta va ser censurada pels foralistes, que el recriminaven de col·laborar amb el govern que havia abolit els furs. Va morir a Madrid en 1917 als 85 anys, però fou enterrat al cementiri de Polloe.
En la dècada de 1860 havia comprat a Sant Sebastià els terrenys actualment anomenats "Cristina Enea", al barri d'Egia, per construir-hi un palau i poder envoltar-lo d'un parc.
A la seva mort, en no tenir descendència va instituir la seva hereva universal a la Diputació Foral de Guipúscoa i va llegar a l'Ajuntament la seva biblioteca (que constava de 18.000 volums) i el parc "Cristina-Enea", així anomenat a causa del nom de la seva esposa Cristina Bruneti de los Cobos. El seu testament va imposar nombroses clàusules que regulaven la utilització del parc com a públic. L'Ajuntament no se'n va fer càrrec fins al 1926, en existir familiars del Duc com a usufructuaris.

## Obres
- Vicisitudes de la Monarquía constitucional en Francia (1878)